# Nintendo 64
Nintendo 64 (stylizováno jako NINTENDO64, zkráceně N64) je herní konzole páté generace vyvinutá firmou Nintendo. Herní konzole byla poprvé uvedena na trh 23. června 1996 v Japonsku. Na západě se poprvé oficiálně objevila až 29. září 1996 v Severní Americe a 1. března 1997 v Evropě. Konzole měla fungovat jako nástupce SNES (Super Nintendo Entertainment System). Celosvětově se prodalo 32,93 milionů kusů (ke 30. září 2024), což z ní dělá 3. nejméně prodávanou konzoli z hlavní linie od Nintenda.

## Hardware
- Procesor – 64bitový NEC VR4300 založený na MIPS R4300i o rychlosti 93,75 MHz, 32bitová systémová sběrnice
- Paměť RAM – 4 MB RAMBUS RDRAM, rozšiřitelná na 8 MB
- Grafika – koprocesor SGI Reality 62,5 MHz, rozlišení 320×240 (většina her) až 640×480
- Zvuk – 16bit stereo, CD kvalita
- Média pro hry – cartridge 4 MiB až 64 MiB

## Procesor
Nintendo si za procesor do konzole vybralo mírně upravený NEC VR4300 (tj. VR4300). MIPS Technlogies, Inc. v roce 1993 přišlo s jeho předchůdcem R4200 a později v roce 1995 jej použili jako předlohu pro vylepšený model R4300i (nyní známý jako VR4300 nebo také NEC VR4300).
Mezi jeho funkce patří:
- Rychlost 93,75 MHz
- 2 hlavní módy operace
  - 64-bitový mód - Nativní režim procesoru. Je kompatibilní s 32-bitovými programy
  - 32-bitový mód
- 5-stupňový pipelining - Zpracovávání až 5 procesů naráz, které jsou rozděleny do 5 stupňů/kroků. To umožňuje využít všechny nevyužité zdroje procesoru a zvýšit tak počet procesů provedených za jednotku času.[5]
- 24 KB mezipaměť
- Interní 64-bitový bus napojený na externí 32-bitový data bus
  - Procesor musí vynaložit více cyklů na přesun 64-bitových dat
  - Výkon se ale nesnižuje při interních procesech
  - Byl to jeden z největší nedostatků VR4300 v té době
- Integrovaný matematický koprocesor (FPU), který zrychluje 64-bitové a 32-bitové číselné operace s pohyblivou řádovou čárkou (tj. Floating-point numbers) [6][7]

## Reality Display Processor
Nintendo 64 má vlastní grafický procesor (Reality Co-Processor, tj. RCP), který v té době dal konzoli výhodu nad ostatními konkurenty. To uvolnilo hlavní procesor od počítání grafických operací. RCP je rozděleno do 2 částí, na Reality Signal Processor (RSP) a Reality Display Processor (RDP). Zatímco RSP se zaměřuje na geometrické transformace, tak RDP řeší rastrování polygonů na pixely, které vidíme na obrazovkách.
Mezi další funkce RDP také patří:
- Antialiasování
- Mapování textur
- Texturování perspektiv
- Trojrozměrné zobrazování
- Z-buffering[8]

## Vykreslování snímků
RDP (Reality Display Processor) vykresluje snímky z polygonových dat. Grafická a také i audio data jsou v konzoli zpracovávány jedním jádrem koprocesoru označeným jako RSP (tj. Reality Signal Processor). Toto jádro uvolňuje zbytek procesoru od grafických výpočtu a může odvádět větší část svého výpočetního výkonu na např. herní logiku. RSP také vypočítává data pro osvětlení, stínování, redukce úrovní detailů a dekóduje audio kodeky.
Po dokončení výpočtů polygonových dat, RSP pošle RSP procesoru příkazy na rasterizaci vektorů/míchání barev nebo mapování textur na polygony. Příkazy jsou hlavně posílány přes sběrnici zvanou XBUS a nebo také přes systémovou paměť (RAM).
RDP má určitý systém procesů na vykreslování 3D objektů („rasterisation pipeline“). Do této pipeliny patří:
- Rasterizér – Převádí vektorové informace (hlavně tvary a struktury) na rastrovaný obrázek z pixelů. Hodnoty vektorů (např. barva, textura a osvětlení) jsou interpolovány z celé struktury. [10]

- Texturovací jednotka – Zpracovává textury pomocí dedikované 4KB paměti TMEM (Transcedent memory), která umožňuje zpracovávat až 8 texturových dlaždic naráz. Tato paměť také zvládá:
  - Mapování 2D textur na 3D tvar. Mapovaná textura je následně vyhlazována aby se zabránilo pixelaci. Pixelace je způsobena např. nadměrným vzorkováním dat.
  - Mip-Mapping – Vybírání verze s textury s nižším rozlišením podle hodnoty LOD („level of detail“). Tento proces spoří výpočetní výkon a zabraňuje aliasování textur, které bychom viděli v dálce.
  - Korekci perspektivy

- Míchač barev – Míchá a interpoluje vícero vrstev barev (více vrstev je potřeba ke stínování).

- Blender – Tento prvek kombinuje pixely s frame bufferem pro aplikování průhlednosti, vyhlazování hran a ditheringu.
  - Frame buffer je vyhrazená část RAM, která uchovává snímky dat, které jsou odesílána na obrazovku. Obsahuje informace o velikosti a umístění každého pixelu zobrazeného snímku.[11]

- Dedikovaná paměť na čtení a zapisování aktuálního frame bufferu v RAM nebo k vykonání procesů realizovaných TMEM.

RDP má 4 režimy, které různě kombinují tyto procesy pro lepší optimalizaci konkrétních operací.

## Audio
Nintendo 64 nemá svůj dedikovaný zvukový čip. Místo toho je zvuk zpracováván procesorem. To znamenalo, že CPU muselo soutěžit o prostředky s ostatními procesy. Úlohy se tedy musely dělit mezi tyto 2 komponenty:
- CPU – To přenášelo audio data z ROM (Read-only memory) do systémové paměti, které pak jsou následně zpracovány RSP.
- RSP (Reality Signal Procesor) – To interpretuje seznamy audio dat z RAM a následně provádí 2 různé operace: Sekvencování a mixování MIDI (Music Instrumental Digital Interface) dat za použití uložených zvukových bank a dekompresi ADPCM vzorků.[6][12]
  - ADPCM (Adaptive Differential Pulse Code Modulation) je ztrátový formát komprese pro PCM formát používaný nejčastěji ve videohrách nebo v médiích, kde se opakují zvukové efekty. [13]

Data o zvukových vlnách jsou následně poslána přes AI (Audio Interface) do Digital-to-Analog konvertoru. Výsledkem celého procesu je stereo audio s 16-bitovou hloubkou.
Další vlastnosti systému:
- Počet audio kanálů není omezený. Záleží kolik jich je RSP schopno smíchat. (16 až 24 kanálů při zpracování ADPCM, kolem 100 kanálů při PCM).

- Vysoké vzorkovací frekvence jsou náročné na procesor. I frekvence 44,1 kHz si zabírá spousty cyklů, které se mohou využít na jiné procesy.

- Zatímco konkurence spoléhala na jiná média (např. CD-ROM), herní kazety pro Nintendo 64 pojmou mnohem méně dat a musí sdílet paměť s ostatními komponenty.[6]

- Tento systém na za důsledek své charakteristické audio. Nintendo 64 je známé horší audio kvalitou, která je způsobena silnou komprimací. Ta se poté musela maskovat dozvukem.[14]

## Operační systém
Systém konzole běží na real-time preemptivním jádru. V konzoli je dodn jako sada funkcí běhové knihovny (Run-time library). To zajišťuje, že do běhového obrazu hry jsou zařazeny pouze ty části, které se skutečně použijí. 
Jádro je rozvrstvené na základní fukce a systémové služby vyšší úrovně takto:
- Zprávy, události, vstupní a výstupní operace
  - Tyto funkce tvoří jádro operačního systému konzole. Na nich jsou postaveny další služby, které usnadňují přístup k samotnému hardwaru.
- Debug
- PAK Souborový systém – PAK soubory jsou často využívány ve videohrách k archivaci herních dat
- Rozhraní herního ovladače
- Časovač
- Boot – Spuštění nebo restart konzole. Operační systém se zavádí ve vícestupňových úkonech do paměti. Mezi takové úkony patří
  - Diagnostika hardwaru
  - Kontrola paměti
  - Inicializace BIOSu hardwaru (Tento úkon probíhá v jiných zařízeních; ne v Nintendu 64. Konzole sama nemá žádné BIOS rutiny.)[6][15][16]